# Johannes Heuman
Johannes Heuman, född 16 januari 1980 i Lund, är en svensk historiker vars forskning rör fransk efterkrigshistoria med inriktning mot minoritetsfrågor, sociala rörelser och historiekultur.
Han är docent i historia och sedan 2023 lektor vid Södertörns högskola, samt redaktör för Tidskriften Respons. Heuman disputerade 2014 med avhandlingen The Quest for Recognition: The Holocaust and French Historical Culture, 1945-65. Avhandlingen, som behandlar Förintelsens minneskultur i Frankrike, gavs senare ut av Palgrave Macmillan.
Heuman är utbildad journalist och har arbetat på bland annat TV4 och Aftonbladets nyhetsredaktion. Han är författare till flera bokkapitel och artiklar, både i vetenskapliga publikationer och dagstidningar, och är anlitad som skribent och kommentator i frågor rörande Frankrike, minoritetsfrågor och antisemitism.